# Лукіан
Лукіа́н (дав.-гр. Λουκιάνος, близько 120 або 125 — після 180) — давньогрецький письменник, сатирик, вільнодумець періоду занепаду античного світу. Родом із Самосати (Сирія). Лукіан виступав із сатирою на давньогрецьких богів і героїв, а також із критикою античної філософії, риторики й історіографії.

## Біографія
Лукіан народився в сирійському місті Самосаті в сім'ї бідного ремісника. Біографія його залишилася б невідомою, якби він сам не навів факти особистого життя у своїх творах. Лукіан закінчив школу, потім вивчав філософію в Іонії, здобув професію ритора, але продовжував бідувати. Лише коли почав виступати з промовами, до нього прийшов достаток. Побував у багатьох регіонах — Римській імперії, Галії, Македонії, Афінах, повернувся до Сирії. Саме в цей час він почав писати літературні твори. Непевні дані свідчать про матеріальну скруту Лукіана і в кінці життя, через це він знову залишив батьківщину і переїхав до Александії на запропоновану державну службу. Проте задоволення чи багатства вона не принесла.
І за життя, і в пізніші періоди Лукіан був популярним. Одні його високо цінували за дотепність і великий сатиричний хист, інші, особливо адепти релігійних культів, за це ж саме його ненавиділи.

## Діяльність і творчість
До нас дійшло понад 70 Лукіанових творів, переважно невеликих розмірів, більшість із них — у діалогічній формі. В усіх його творах постає складна, суперечлива, сповнена ідейною боротьбою та потворними викривленнями сучасність, різні сторони якої Лукіан висміює найчастіше в сатиричних діалогах. Цю форму він запозичив у філософів: з часів Платона діалог був улюбленою формою філософських міркувань. З ямбів Архілоха, політичної комедії Арістофана, уїдливих сатир кініка Меніппа він узяв дотепний сміх, що став у його творах разючою зброєю, могутнім засобом полеміки з ідейними ворогами.
Перші твори позначені захопленням автора риторикою: по суті вони написані відповідно до її правил («Тирановбивця», «Позбавлений спадщини»). Але згодом виникають і прямі пародії на риторичне мистецтво, прийоми якого автор доводить до ступеня глупоти. Показовим є «Похвала мусі» - пряма сатира на епідиктичні промови: з надзвичайною серйозністю Лукіан вихваляє цю докучливу комаху, використовуючи найхарактерніші правила риторики.
Неодноразово Лукіан спрямовує свою сатиру проти застарілих понять, забобонів, викриваючи їх з допомогою різних сатиричних засобів. Зокрема, він висміює міфологічні уявлення про богів. У «Розмовах богів» вони цілком втрачають свій божественний ореол і, зображені в грубо олюдненому вигляді, перетворюються на типових обивателів, які сперечаються, сваряться, обдурюють один одного, цинічно вихваляються своїми любовними пригодами, брешуть, заздрять тощо. Ще з часів Гомера над богами часто глузували. Лукіан із них знущається і дискредитує їх своїм убивчим сміхом. Особливо від нього дістається Зевсові, який зображений боягузом, дуже розбещеним, ревнивим, жорстоким («Ерот і Зевс», «Зевс і Гера», «Зевс і Ганімед», «Зевс і Гермес», «Зевс трагічний», «Викритий Зевс»). Лукіан виступив проти поширеної думки про божественний промисел, що ніби визначає долю людини і керує її життям. Він доводить: все на землі влаштоване так погано, що навіть у найдурніших виникають сумніви в могутності богів.
Викриває Лукіан і численні псевдовчення, шарлатанство в усіх проявах, його проповідників. Особливо популярним за часів імператора Марка Аврелія був один з подібних «пророків» Александр. Його шахрайство і творені ним «чудеса» письменник викрив у памфлеті «Александр, або лжепророк». Іншого дурисвіта і кримінального злочинця, який діяв під машкарою християнського праведника і здобув великі багатства, Лукіан показав у повісті «Про кончину Перігріна». Обидва ці шахраї використовували віру людей у чудеса у своїх корисливих цілях, і автор переконливо розкриває таємні прийоми їхньої «майстерності», допомагає побачити справжнє обличчя «благодійників».
На противагу богам, користолюбцям, пустопорожнім філософам, Лукіан зобразив і звичайних трудівників, до яких відчуває щирі симпатії і в зображенні яких відсутні навіть елементи сатири. В основному це позитивні образи скромних і цнотливих людей, чесних і прямодушних, лише в них автор знаходить справжні чисті людські почуття — відданості, кохання, дружби («Токсарид, або Дружба», «Два кохання» ).
Головну несправедливість у житті Лукіан убачає в неправильному розподілі багатств, зосереджених лише в руках могутніх господарів. Багато творів Лукіана присвячено питанням філософії та літератури. Він неодноразово висміював промовців, які вихваляли минуле і героїв давніх часів, користувалися архаїчними виразами, словами й поняттями («Лексифан»). Особливо гостро Лукіан критикував численних представників різних філософських шкіл, які видавали своє учення за єдине правильне, а також негідну поведінку багатьох із них, коли вони нескромно проголошували себе вчителями доброчесності («Бенкет», «Рибалка», «Продаж життів»).
Ідеалом його була справедливо влаштована держава, в якій усі громадяни мали б відчувати себе вільними людьми незалежно від соціального стану чи національності.
Майстерності використовувати зображальні засоби сміху й сатири в Лукіана вчилися Еразм Роттердамський, Франсуа Рабле, Вільям Шекспір, Джонатан Свіфт і Вольтер.

## Переклади українською
- Антична література: Хрестоматія / Упор. О. І. Білецький. — 2-ге вид., доповн. — К.: Рад.шк., 1968. До видання увійши переклади таких творів Лукіана: «Зевс трагічний», «Прометей, або Кавказ», «Про сон, або Лукіанове життя».

- Дамоклів меч: Антична новела. — К.: Дніпро, 1984. — с. 285 (Вершини світового письменства, т. 49). До збірки увійшло дві новели: «Лукій, або Осел» та «Будинок, в якому оселився привид». Також уривок оповідання «Правдива історія» під назвою «Подорож до місця». Переклад Йосип Кобій та Юрій Тютюнник.
- Лукіан. Як писати історію, перекл. і комент. У. Головач, О. Маханець, Н. Різун. Львів: Видавництво УКУ 2014.
- Лукіан. Правдива історія. пер. з давньогр. Назара Ващишина. — Львів: Апріорі, 2022. До видання окрім оповідання «Правдива історія», також увійшли діалоги «Двічі обвинувачений» та «Нахлібник, або Мистецтво жити чужим коштом».